# Carmen (film 1907 Regno Unito)
Carmen è un cortometraggio del 1907 diretto da Arthur Gilbert. Pur essendo muto, venne sonorizzato con il sistema Chronophone.
Il film è il primo a trasporre sul grande schermo i personaggi dell'opera teatrale omonima. Nello stesso anno, in Francia uscì anche un altro Carmen, un cortometraggio prodotto dalla Pathé Frères e sonorizzato con il sistema Ciné-Phono.

## Trama
Antologia di diverse canzoni tratte dall'opera di Bizet.

## Produzione
Il film fu prodotto dalla Gaumont British Picture Corporation. La colonna sonora era riprodotta dalla sincronizzazione tra la pellicola e la musica registrata su dischi da fonografo.

## Distribuzione
Nel Regno Unito, il film - un cortometraggio in una bobina della durata di 12 minuti - fu distribuito dalla Gaumont British Distributors. Nel settembre 1907, uscì anche negli Stati Uniti.